# Дмитренко Дмитро
Дмитро Дмитренко (псевд. Осип Бут; рр. н. і см. невід.) — український актор і драматург 1840—1860-х рр. Припускають, що родом зі Старобільського повіту (тепер Луганської області). В літературі помилково називали Василем.

## Життєпис
Дмитро Дмитренко театральну діяльність розпочав у середині 40-х років ХІХ ст. у мандрівній російсько-українській трупі Л. Млотковського секретарем і бібліотекарем. У 1846—1848 рр. брав участь як актор і режисер у виставах кріпацького театру Івана Осиповича Хорвата у с. Головчино Грайворонського повіту Курської губернії (тепер — Бєлгородська область). У 1848—1863 рр. грав у Харківському і Ставропольському театрах, головним чином в українських виставах (п'єси І. Котляревського, Г. Квітки-Основ'яненка та власні). Історичною заслугою Дмитра Дмитренка у період наступу російського царизму на українську культуру кінця 40-х рр. ХІХ ст. і після 1863 р., коли цей наступ ще більше зріс, було прагнення продовжувати справу великих попередників (І. Котляревського, Г. Квітки-Основ'яненка, С. Писаревського, Я. Кухаренка, Т. Шевченка) — творити українську драматургію для збагачення репертуару тодішніх російсько-українських і польсько-російсько-українських труп, у середовищі яких готувалося створення в межах Російської імперії одномовного українського національного театру, який, щоправда, з'явився спочатку в Галичині у межах Австрійської (з 1867 р. — Австро-Угорської) імперії під назвою Руський народний театр (1864).

## Творчість
Твір Дмитренка «Кум-мірошник, або Чорт у кухні» вперше був виставлений на сцені в Харкові 3 березня 1850 р. в бенефіс Карпа Соленика. Опублікована вперше ця п'єса аж 1884 р. у Києві окремим виданням під назвою «Кум-мірошник, або Сатана у бочці» за авторством Дмитренка (без імени) і відтоді не раз передруковувалася з неправильним іменем «Василь». Ця «українська шутка-водевіль в одній дії» був побутово-гумористичний український варіант загальноєвропейського сюжету про «ув'язненого біса». Твір став репертуарним й популярним аматорськими й провінціяльними трупами в українському театрі ХІХ — початку ХХ ст.
Невеликий успіх мав водевіль «Вечір на хуторі близ села Диканьки» (за М. Гоголем), показаний у Львові 24 листопада 1864 р.
Автор водевілів:
- «Вечір на хуторі біля Диканьки» (1848, інсценізація оповідання Миколи Гоголя)
- «Кум-мірошник, або Сатана в бочці» (1850)
- «Панас-викрутас» (1852)
- «Малоросійські вареники, або Останній день масниці» (1852)
- «Свято на Основі 24-го червня, в день Купала на Івана» (1854, текст невідомий)
- «Одна година із козацького побуту» (1866, за оповіданням Івана Срезневського)
- «Українське парубоцтво і дівоцтво, або Вечір на Панасівні» (без дати)
- «Бой-жінка» (скорочення триактної «малоросійської опери» Григорія Квітки-Основ'яненка)

Залишив спогади про кріпацький театр Івана Осиповича Хорвата (1865).